# Crepis jacutica
Crepis jacutica là một loài thực vật có hoa trong họ Cúc. Loài này được Lomon. mô tả khoa học đầu tiên năm 1998.